# قانون تابعیت کوبا
قانون تابعیت کوبا (انگلیسی: Cuban nationality law) ذیل قانون اساسی کوبا تدوین گردیده‌است که در حال حاضر بر اساس قانون اساسی ۲۰۱۹ و به میزان محدودی بنابر فرمان اجرایی ۳۵۸ سال ۱۹۴۴ می‌باشد. این قوانین مشخص می‌کند چه کسی شهروند کوبا است یا واجد شرایط آن می‌باشد. طبق قانون کسب تابعیت و عضو رسمی یک کشور شدن با رابطهٔ حقوقی و تعهدات بین کشور و ملت که تحت عنوان حقوق شهروندی شناخته می‌شود، تفاوت دارد. تابعیت کوبا به‌طور معمول یا بر اساس اصل خاک، به بیان دیگر متولد شدن در کوبا یا تحت قاعده اصل خون، به بیان دیگر تولد در خارج از کشور با والدین دارای تابعیت کوبایی، محقق می‌شود. این تابعیت می‌تواند به فردی که به صورت دائم در کشور اقامت داشته‌است و به مدت مشخص شده‌ای زندگی کرده‌است، به واسطهٔ آن اعطاء گردد.